# Бугуриба
Бугуриба (фр. Bougouriba) — одна из 45 провинций Буркина-Фасо. Находится в Юго-Западном регионе, столица провинции — Диэбугу. Площадь Бугуриба — 2812 км².
Население по состоянию на 2006 год — 102 507 человек.

## Административное деление
Бугуриба подразделяется на 5 департаментов.